# Rongo (Kenia)
Rongo es una localidad de Kenia, con estatus de villa, perteneciente al condado de Migori.
Tiene 82 066 habitantes según el censo de 2009.
Se sitúa al norte del condado, a medio camino entre Homa Bay y Kisii.

## Demografía
Los 82 066 habitantes de la villa se reparten así en el censo de 2009:
- Población urbana: 12 355 habitantes (5868 hombres y 6487 mujeres)
- Población periurbana: 69 711 habitantes (33 460 hombres y 36 251 mujeres)
- Población rural: no hay población rural en esta villa

## Transportes
Se sitúa sobre la carretera A1, que une Sudán del Sur con Tanzania recorriendo el oeste de Kenia. Al sur, la A1 lleva a Migori. Al norte, la A1 lleva a Kisumu, Webuye y Kapenguria. Al oeste de Rongo sale de la A1 la C20, que lleva a Homa Bay.

## Servicios públicos
A 8 km del casco urbano de Rongo se encuentra la Rongo University College, una institución universitaria dependiente de la Universidad Moi.